# Шоломниця весняна
Шоло́мниця весня́на́ (Scutellaria verna) — багаторічна рослина родини глухокропивових, близько споріднена із шоломницею кущиковою. Напівчагарничок з численними стеблами, яйцеподібними листками та жовтувато-фіолетовими квітками. Ендемік України, поширений по кам'янистим схилам балок та осипищам. Рідкісний вид, занесений до Червоної книги України. Перспективна протиерозійна і декоративна рослина.

## Опис
Багаторічний напівчагарничок заввишки 10—40 см, хамефіт. Корінь стрижневий. Пагони численні, висхідні, у нижній частині здерев'янілі. Нездерев'яніла частина стебла запушена до суцвіття короткими, відігнутими донизу волосками з домішкою довгих, а в суцвітті — довгими простими й коротшими залозистими волосками. Листки супротивні, прості, черешкові, довгасто-яйцеподібні. Листкова пластинка при основі округла, на верхівці тупа чи тупувато-загострена, по краю зарубчасто-пилчаста.
Суцвіття — китиця, яка на початку цвітіння має вигляд головчастої, а потім завдяки росту її осі набуває дещо видовженої форми. Квітки двостатеві, зигоморфні, п'ятичленні. Віночок 20—25 мм завдовжки, зрослопелюстковий, зовні густо залозисто-волосистий, сірчано-жовтий з синюватою плямою на кінці верхньої губи і блакитними боковими лопатями.
Плід — яйцеподібно-тригранний, сіруватий від густого запушення горішок.

## Поширення та екологія
Шоломниця весняна належить до ендеміків України, тобто видів з вузьким ареалом, що не виходить за межі зазначеного регіону. Зона розповсюдження цієї рослини має диз'юнктивний (розірваний) характер. Вона складається з двох віддалених один від одного осередків. Західний осередок розташований у середньому Придністров'ї на його кордоні з Поділлям, він включає окремі райони Івано-Франківської, Тернопільської та Хмельницької областей. Східний осередок витягнутий у меридіональному напрямку і включає окремі райони Північного Причорномор'я та Подніпров'я. Ця ділянка окреслена річками Гнилий Єланець, Інгул, Інгулець і Громоклія. Стан східних популяцій найбільш загрозливий. Так, осередки зростання шоломниці весняної в Дніпропетровській області, ймовірно, зникли, оскільки цю рослину тут не бачили останні кілька десятиліть.
Рослина морозостійка, світлолюбна, витривала до нестачі вологи (ксерофіт), віддає перевагу кам'янисто-щебенистим або змитим ґрунтам. Оселяється на схилах балок і скелястих берегах річок, особливо їй до вподоби кам'янисті осипища і відслонення таких гірських порід, як гіпс, вапняк або сланець. Часто входить до складу рослинних угруповань класу Festuco-Brometea, інколи трапляється в угрупованнях класу TrifolioGeranietea. Популяції цього виду часто мають стрічкоподібну просторову орієнтацію.
Розмножується вегетативним і насіннєвим способами. Вегетативне розмноження відбувається шляхом поділу кореневища. Квітне у травні — липні, плодоносить у липні — серпні. Запилення здійснюють комахи.

## Значення і статус виду
Через природну рідкісність цей вид практично не відомий поза науковими колами, а тому господарського значення не має. Однак шоломниця весняна може бути вирощена в культурі. Вона становить інтерес як гарно квітуча декоративна рослина, а також може бути застосована для закріплення схилів.
Наукова цінність цього виду як унікального представника української флори значно перевищує можливу господарську користь. Хоча більшість популяцій шоломниці весняної мають задовільну щільність (7—15 особин на м²) і рівень відтворення, однак деякі з них розташовані поблизу населених пунктів, а тому зазнають нищівного антропогенного впливу. Головними загрозами для них є рекреаційне навантаження, надмірне випасання худоби, безпосередня руйнація оселищ гірничими підприємствами тощо. Охорону цієї рослини здійснюють у природному заповіднику «Єланецький степ», та ряді заказників, зокрема таких як: Урочище Совиний яр, Циківська дача, Привільне, Богодарівка.

## Таксономія
Шоломниця весняна вперше описана Вілібальдом Бессером у 1809 році. Систематичний ранг цього таксона досі залишається не визначеним. Так, за відомостями сайту The Plant List, він є синонімом Scutellaria supina. У Словнику українських наукових і народних назву судинних рослин цей вид поданий окремо, але водночас вказана варіативна можливість розглядати його як синонім одного з підвидів шоломниці кущикової, а саме, шоломниці кущикової лежачої (Scutellaria alpina L. subsp. supina (L.) I.B.K.Richardson).